# Fred Grafft
Frederick Evert Grafft, detto Fred (Rembrandt, 20 febbraio 1912 – Sparta, 13 agosto 1993), è stato un cestista statunitense, professionista nella NBL.

## Carriera
Giocò una stagione nella NBL, disputando 10 partite con 8,6 punti di media.